# ガル・コスタ
ガル・コスタ（ Gal Costa 、本名：マリア・ダ・グラサ・コスタ・ペンナ・ブルゴス、Maria da Graça Costa Penna Burgos、1945年9月26日 - 2022年11月9日）は、ブラジル、バイーア州サルヴァドール出身の歌手である。

## 来歴
レコード店を経営する父親に若い頃から影響されたコスタは、1960年代後期から70年代の間、ブラジルのトロピカリア（トロピカリズモ）・ムーヴメントにおける女性歌手の第一人者となった。1968年、音楽での抗議が検閲されると、友人のマリア・ベターニア（Maria Bethânia）とともにブラジルの軍事政権としばしば衝突する政治活動家となった。
1963年、盟友のミュージシャン、カエターノ・ヴェローゾ（Caetano Veloso（マリア・ベターニアの兄））が、彼女をジルベルト・ジル （Gilberto Gil）とトン・ゼー（Tom Ze）に紹介し、ヴェローゾとのデュオによるデビューアルバム、『ドミンゴ』（Domingo）のためのサンパウロでのレコーディング契約を獲得した。1969年の彼女の名を冠したソロデビューアルバムは、ヴェローゾ、ジル、ゼーとジョルジ・ベンによる曲を含み、トロピカリズモの古典とみなされている。このアルバムではブラジルの様式と英米サイケデリックの影響がバランスしていたのに対し、同年発売された引き続いてのアルバムではジル同様、後者への傾倒が認められた。次のアルバム『リーガル』 Legal は前作ほどではなく、翌年のライヴアルバムでは再びスムーズなブラジリアン・サウンドとヘヴィロックがバランスしていた。1973年のコスタのアルバム『インディア』は、きわどい赤いビキニを着けたカバーにより検閲された。コスタは、トム・ジョビン、ベン、エラスモ・カルロスのような数々のブラジルで最も人気あるソングライターの曲を録音した。1982年、アルバム『ファンタジア』 Fantasia からのシングル「フェスタ・ド・インテリオール」 Festa Do Interior は彼女の過去最大のヒットとなり、年末までにマルチ・プラチナとなった。コスタは1995年の映画 O Mandarim で歌手カルメン・ミランダ役を演じた。彼女はポルトガル語、スペイン語、英語で曲を録音している。
2022年11月9日、死去。77歳没。

## ディスコグラフィ
- "Maria da Graca" (EP),1965 - RCA
- ドミンゴ - Domingo, 1967 - Philips （カエターノ・ヴェローゾとの共作）
- トロピカリア - Tropicália ou Panis et Circensis, 1968 - Philips （ヴェローゾ、ジル、ムタンチス Os Mutantes 、ナラ・レオン Nara Leão との共作）
- ガル・コスタ - Gal Costa, 1969 - Philips
- シネマ・オリンピア - Gal, 1969 - Philips
- Legal, 1970 - Philips
- Fa-Tal- Gal a Todo Vapor, 1971 - Philips （ライヴ）
- インディア - Índia, 1973 - Philips
- Temporada de verão, 1974 - Philips （ヴェローゾ、ジルとのライヴ）
- カンタール - Cantar, 1974 - Philips
- Gal Canta Caymmi, 1976 - Philips
- Doces Bárbaros, 1976 - Philips （ヴェローゾ、ジル、マリア・ベターニアとのライヴ）
- Caras e Bocas, 1977 - Philips
- Água viva, 1978 - Philips
- Gal Tropical, 1979 - Philips
- Aquarela do Brasil, 1980 - Philips
- Fantasia, 1981 - Philips
- Minha Voz, 1982 - Philips
- Baby Gal, 1983 - Philips
- Gabriela, 1983 - BMG （映画 Gabriela サウンドトラック）
- Profana, 1984 - BMG
- Bem Bom, 1985 - BMG
- Lua de Mel Como o Diabo Gosta, 1987 - BMG
- リオ・リヴィジテッド - Rio Revisited, 1987 - Verve (USA) （トム・ジョビンとのライヴ）
- プルーラル - Plural, 1990 - BMG
- Gal, 1992 - BMG
- チェシャ猫の微笑 - O Sorriso do Gato de Alice, 1993 - BMG
- Mina D'Agua do Meu Canto, 1995 - BMG
- Tieta do Agreste, 1996 - BMG （映画 Tieta do Agreste サウンドトラック）
- Acústico, 1997 - BMG （ライヴ）
- アケリ・フレヴォ・アシェー - Aquele Frevo axé, 1998 - BMG
- Gal Costa Canta Tom Jobim Ao Vivo, 1999 - BMG （ライヴ）
- Gal de Tantos Amores, 2001 - BMG
- Gal Bossa Tropical, 2002 - MZA
- Todas as Coisas e Eu, 2004 - Som Livre
- Hoje, 2005 - Trama
- Live at the Blue Note, 2006 - DRG (USA) （ライヴ）
- Hoje Ao Vivo 2006 - Trama （ライヴ）
- レカント - Recanto, 2011 - Universal
- Recanto Ao Vivo, 2013 - Universal（ライヴ）
- "Estratosférica", 2015 - Sony
- A Pele do Futuro, 2018 - Biscoito Fino

### コンピレーション
- A Arte De Gal Costa, 1975 - Fontana
- Força Estranha, 1984 - Elenco
- Personalidade, 1987 - PolyGram
- Meu Nome E Gal, 1988 - PolyGram
- Minha Historia: Gal Costa, 1993 - PolyGram
- Pegando Fogo, 1996 - PolyGram
- Gal Costa (Best), 1996 - PolyGram
- Novela Hits, 1997 - BMG
- Grandes Nomes Vol.1, 1997 - PolyGram
- Grandes Nomes Vol.2, 1998 - PolyGram
- O Melhor De, 1998, - BMG
- Millennium,1999 - PolyGram
- Focus: O Essential De Gal Costa, 1999 - BMG
- Serie Sem Limite: Gal Costa, 2001 - PolyGram
- 100 Anos de Música, 2001 - BMG
- Duetos, 2002 - BMG
- Gal Revisitada - De Domigo 1967 a Minha Voz 1982, 2003 - Dubas
- Gal Revisitada 2 - De Domigo 1967 a Baby Gal 1983, 2003 -  Dubas
- Participacao Especial, 2004 - Universal
- I Love Mpb O Amor, 2004 - Universal
- Gal Canta Caetano, 2004 - BMG
- Novo Millennium, 2005 - Universal
- Novelas, 2005 - Som Livre
- Colecao Maxximum, 2006 - BMG

## 映画
- O Mandarim, 1995